# Marcus Publicius Malleolus
 (mars 2024).
Si vous disposez d'ouvrages ou d'articles de référence ou si vous connaissez des sites web de qualité traitant du thème abordé ici, merci de compléter l'article en donnant les références utiles à sa vérifiabilité et en les liant à la section « Notes et références ».
Marcus Publicius Malleolus était un homme politique de la République romaine.
En 232 av. J.-C., il est consul. Lui et son collègue au consulat Marcus Aemilius Lepidus, ils reviennent de Sicile avec un riche butin et abordent les côtes de la Corse. Ils se font attaquer par les insulaires corses.